# Francesco Ambrosi
Francesco Ambrosi (Borgo Valsugana, Trento, 17 de noviembre de 1821 - Trento, Italia, 9 de abril de 1897) fue un etnólogo, bibliotecario, historiador, y botánico italiano.
Autodidacto, su educación fue conducida por sus padres, ricos agricultores, y por el abate Lorenzo Ambrosi, que ejerce un gran poder sobre la familia de los Ambrosi, que sugería que el joven Francesco, entrara a la orden, pero deviene agricultor. Tiene un apasionamiento al descubrir por sí mismo las ciencias naturales, y también la historia y la filosofía. Y se consagra a la botánica estudiando gracias a Francesco Facchini (1788-1852) y a Casimiro Sartorelli (1774-1852). Estudia intensamente la flora de Valsugana y de la región de Trento.
Publica numerosos trabajos científicos, en 1851, Prospetto delle specie zoologiche conosciute nel Trentino.
En 1853, se casa con Elisa Zanollo, unión que dará nueve hijos, de los cuales cinco mueren a edad temprana.
Comienza a publicar, en 1854, La flora del Tirolo meridionale que se interrumpe en 1857 sin poder ser terminada. Un incendio destruye su casa y todos sus archivos y colecciones.
Participa, en 1858, de la fundación de la Sociedad del Museo de Historia Natural en Trento (hoy Museo Tridentino di Scienze Naturali), el museo de historia natural de Trento a instancias de Stefano Bertolini (1832-1904), entomólogo amateur y empleado del tribunal, Pietro Guarinoni, los dos hermanos naturalistas Agostino Perini (1802-1878) y Carlo Perini (1817-1883), Michele de Sardagna (1833-1901), etc.
En mayo de 1864, dirige la biblioteca de la ciudad de Trento, y conjuntamente el museo de antigüedades y de historia natural. Pone todas sus energías.
A su muerte, su biblioteca contenía cuarenta mil volúmenes. Su actividad de bibliotecario le conduce a abandonar el estudio de la botánica y avanza en estudiar historia, geografía y antropología. Ambrosi se implica igualmente en crear un ciclo de enseñanza de la historia y de la literatura italiana, y en la fundación de los archivos históricos de Trento. Abandona sus funciones en 1896 sufriendo de una enfermedad cardiovascular, que lo lleva a la muerte algunos meses más tarde.

## Algunas publicaciones

### Botánica
- Flora del Tirolo meridionale ossia descrizione delle specie fanerogame che crescono spontanee sopra il suolo trentino e nelle terre adjacenti comprese fra la catena delle alpi retiche sino ai confini del lombardo-veneto, 2 vols. Sicca, Padua 1854-1857
- Della caratteristica e definizione del vegetabile, in «Atti della Società italiana di Scienze naturali», vol. V, Barnardoni, Milán 1863, pp. 193-201
- Cenni per una storia del progresso delle scienze naturali in Italia, tip. Prosperini, Padua 1877
- Della flora trentina. Note e considerazioni, Tip. Roveretana, Rovereto 1882
- Le piante crittogamo-vascolari del Trentino, Tip. Roveretana, Rovereto 1887

### Etnología
- L'intelligenza degli animali superiori. Esempi e considerazioni, Tip. Herrmanstorfer, Trieste 1877
- I selvaggi antichi e moderni considerati nei loro rapporti colla civiltà e la religione, Tip. Herrmanstorfer, Trieste 1877
- La legge del progresso nelle origini del mondo. Con annessa un'appendice sul concetto della natura presso gli antichi, Vallardi, Milán 1864
- L'uomo e le sue razze. Cenni critico-naturali, Tip. Prosperini, Padua 1891

### Historia trentina
- Il Medioevo trentino, Tip. Cellini, Firenze 1879
- La Valsugana descritta al viaggiatore, Tip. Marchetto, Borgo 1880, II ed.
- Sommario della storia trentina dai tempi più antichi sino agli ultimi avvenimenti, Tip. Marchetto, Borgo 1881
- Trento e il suo circondario. Guida illustrata, Zippel, Trento 1881
- Commentari della storia trentina, Tip. Roveretana, Rovereto 1887
- Scrittori ed artisti trentini, 2 voll., Tip. Zippel, Trento 1894

## Honores

### Epónimos
- (Orchidaceae) Ophrys × ambrosii Soca[1]

- (Poaceae) Agrostis × ambrosii Sennen[2]

- (Poaceae) Brachypodium × ambrosii Sennen[3]